# Tarda negra
Tarda negra (títol original en anglès: Dog Day Afternoon) és una pel·lícula dirigida per Sidney Lumet estrenada el 1975, i doblada al català.

## Argument
Dos «aprenents de gàngsters», Sonny i Sal, intenten atracar un banc però una alarma es dispara de cop i es troben envoltats per la policia.

## Comentari
Nominada a l'Oscar al millor actor, Pacino serà batut per Jack Nicholson amb Algú va volar sobre el niu del cucut; Tarda negra continua sent tanmateix una pel·lícula referència d'un cinema social i compromès, en la línia de Cowboy de mitjanit de John Schlesinger (1969) o L'espantaocells de Jerry Schatzberg (1973). En efecte, aquesta història treta d'un verdader atracament comès el 1972, es defineix també com un reflex de la seva època. Per primera vegada en el cinema, una gran estrella acceptava interpretar un personatge obertament homosexual. La pel·lícula no es redueix a una "història gai", però existeix una verdadera història d'amor entre Sonny i Leon que Lumet tracta amb sensibilitat i sense caricatures. Aquesta pel·lícula és també un atac contra l'absurd del sistema policíac: el contrast és colpidor entre aquests dos petits brètols mal preparats i els mitjans utilitzats contra ells (policia, FBI, helicòpters). La incapacitat de la policia a comprendre el perill ínfim que representa Sonny, l'execució freda de Sal per la policia és la comprovació del fracàs del "tot repressiu".
Tambe es tracta d'un dels principals papers d'Al Pacino en el cinema. Porta la pel·lícula tot sol, com Robert De Niro va fer a Taxi Driver. No és atzar que les dues pel·lícules, estrenades amb alguns mesos d'interval, continuen estant entre els millors testimonis del cinema estatunidenc dels anys 1970: una finestra oberta sobre la rebotiga del somni americà, sobre els descentrats i el malestar d'una societat traumatitzada pel Vietnam.

## Repartiment
- Al Pacino: Sonny Wortzik
- John Cazale: Sal
- Penelope Allen: Sylvia
- Charles Durning: Moretti
- Chris Sarandon: Leon Shermer
- James Broderick: Sheldon
- Sandra Kazan: Deborah
- Beulah Garrick: Margaret
- Carol Kane: Jenny
- Sully Boyar: Mulvaney
- Judith Malina: Ms. Wortzik
- Lance Henriksen: Murphy

## Al voltant de la pel·lícula
- Al Pacino (Sonny) i John Cazale (Sal) es troben aquí alguns anys després d'haver interpretat dos dels germans Corleone a la trilogia El Padrí.
- El guió de la pel·lícula s'inspira en un fet real que va passar a Brooklyn el 22 d'agost del 1972. John Wojtowicz i Salvatore Naturile van assaltar un banc retenint nou empleats com a ostatges durant prop de catorze hores. John Wojtowicz va rebre 7.500 dòlars i l'1% dels beneficis de la pel·lícula com a drets d'autors de la seva aventura.

## Premis i nominacions[calcitació]

### Premis
- 1975: Conquilla de Plata al millor actor per Al Pacino
- 1976: Oscar al millor guió original per Frank Pierson[3]
- 1976: BAFTA al millor actor per Al Pacino
- 1976: BAFTA al millor muntatge per Dede Allen

### Nominacions
- 1976: Oscar a la millor pel·lícula (Martin Bregman, Martin Elfand)[3]
- 1976: Oscar al millor director per Sidney Lumet[3]
- 1976: Oscar al millor actor per Al Pacino[3]
- 1976: Oscar al millor actor secundari per Chris Sarandon[3]
- 1976: Oscar al millor muntatge per Dede Allen[3]
- 1976: Globus d'Or a la millor pel·lícula dramàtica
- 1976: Globus d'Or al millor director per Sidney Lumet
- 1976: Globus d'Or al millor actor dramàtic per Al Pacino
- 1976: Globus d'Or al millor actor secundari per John Cazale
- 1976: Globus d'Or al millor actor secundari per Charles Durning
- 1976: Globus d'Or al millor guió per Frank Pierson
- 1976: BAFTA a la millor pel·lícula
- 1976: BAFTA al millor director per Sidney Lumet
- 1976: BAFTA al millor guió original per Frank Pierson
- 1976: BAFTA al millor so per Jack Fitzstephens, Richard P. Cirincione, Sanford Rackow, Stephen A. Rotter, James Sabat i Dick Vorisek